# Portschinskia gigas
Portschinskia gigas är en tvåvingeart som först beskrevs av Josef Aloizievitsch Portschinsky 1901.  Portschinskia gigas ingår i släktet Portschinskia och familjen styngflugor. Inga underarter finns listade i Catalogue of Life.